# ホセ・アントニオ・カマーチョ
ホセ・アントニオ・カマーチョ（José Antonio Camacho、1955年6月8日 - ）は、スペイン王国ムルシア州シエサ出身の元サッカー選手、現サッカー指導者。スペイン代表であった。現役時代のポジションはDF（左サイドバック）。
15年間レアル・マドリードでプレーし、公式戦500試合以上に出場した。リーガ・エスパニョーラで9度、コパ・デル・レイで5度、UEFAカップで2度優勝するなど、主要大会で19のタイトルを獲得した。スペイン代表としては81試合に出場し、FIFAワールドカップとUEFA欧州選手権に2度ずつ出場している。「闘将」「エース殺し」の異名を取った。
現役引退後は指導者の道を歩み、1998年から2002年まではスペイン代表監督を務めた。

## 選手経歴

### クラブ
ムルシア州・ムルシア県・シエサに生まれた。アルバセテ・バロンピエの下部組織を経て、18歳の時にレアル・マドリードに移ると、すぐにトップチームデビューを果たし、ルイス・モロウニー監督の下で左サイドバックのレギュラーの座を射止めた。1974-75シーズンには初めてリーガ・エスパニョーラのタイトルを獲得し、1975-76シーズンには2連覇を果たした。1978年1月には練習中に重傷を負い、2年近くも棒に振ったが、復帰後の1979-80シーズンにはリーグ3連覇を果たした。1984-85シーズンと1985-86シーズンには2シーズン連続でUEFAカップ優勝を果たし、エミリオ・ブトラゲーニョなどキンタ・デル・ブイトレのメンバーが全盛期を迎えた1985-86シーズンから1988-89シーズンにはリーグ4連覇を果たした。1985年にレアル・ベティスからラファエル・ゴルディージョが加入すると、主に左サイドハーフとしてプレーしたゴルディージョと絶妙な連携を見せた。コパ・デル・レイでも5度の優勝を誇ったが、UEFAチャンピオンズリーグでは優勝することができなかった。1989年に現役引退するまでに、リーガ・エスパニョーラでは414試合に出場し、公式戦通算では600試合近くに出場した。

#### 代表
20歳だった1975年2月5日、バレンシアで行われたUEFA欧州選手権1976予選のスコットランド戦 (1-1) でスペイン代表デビューした。13年間守備陣の支柱としてプレーし、常に左サイドバックのレギュラーとして1982 FIFAワールドカップ、UEFA欧州選手権1984、1986 FIFAワールドカップ、UEFA欧州選手権1988に出場した。1984年のUEFA欧州選手権予選ではマルタ戦に11点差を付けて勝利しなければ本大会に出場出来ない条件の中、12-0で勝利し、本大会出場を決めた。(この試合が自身のキャリアで最も印象に残る試合の一つとしている。)。本大会ではルーマニア、ドイツ、ポルトガルと一緒になったグループリーグを1勝2分の首位で通過し、準決勝ではデンマークに勝利して決勝に進出した。決勝で開催国のフランスに敗れたが、スペイン代表は前評判を裏切る躍進を見せた。UEFA欧州選手権1988のグループリーグ最終戦でドイツに0-2で敗れてグループリーグ敗退が決まった後、33歳の時に代表引退を表明した。13年間で81試合に出場しており、代表引退時点では最多出場記録を保持していた。その後アンドニ・スビサレッタなどに抜かれ、2011年10月時点では9位である。

## 指導者経歴

### 初期の経歴
1989年に現役引退するとレアル・マドリードのコーチに就任。1992年にはセグンダ・ディビシオン（2部）のラーヨ・バジェカーノ監督に就任してプロ監督の道を歩み始め、わずか1シーズンでプリメーラ・ディビシオン（1部）昇格を果たした。1993年にはセグンダ・ディビシオンのRCDエスパニョール監督に就任し、やはり1シーズンでプリメーラ・ディビシオン昇格を果たすと、その後の2シーズンは6位、4位と躍進した。1996-97シーズンはセビージャFCを率いたが、成績不振により18節終了後に解任され、結局セビージャは最下位でセグンダ・ディビシオン降格となった。1997-98シーズンはRCDエスパニョールを指揮し、1998年夏にはレアル・マドリードのトップチームの監督に就任したが、クラブの首脳陣と意見が合わず、就任からわずか22日後に辞任した。

### スペイン代表
UEFA EURO 2000
スペイン代表は1998 FIFAワールドカップ後もハビエル・クレメンテ監督続投が決まっていたが、1998年9月5日に行われたUEFA EURO 2000予選のキプロス共和国戦 (2-3) で格下と目されていた相手に敗れてスペイン国内に衝撃を与え、クレメンテ監督は解任された。カマーチョは後任監督に就任するとすぐに嫌な流れを変え、スペイン代表をUEFA EURO 2000本大会に導いた。グループリーグではユーゴスラビア、ノルウェー、スロベニアを抑えて首位で決勝トーナメントに進出したが、準々決勝では世界王者であるフランスと対戦し、後に優勝するチームに1-2で敗れた。
2002 FIFAワールドカップ
2002 FIFAワールドカップ・ヨーロッパ予選のグループリーグでは6勝2分で勝ち点20を獲得し、2位のオーストリアに勝ち点5差を付けて本大会出場を決めると、スペイン代表は無敵艦隊と呼ばれて恐れられた。日本と韓国で共催された2002 FIFAワールドカップ本大会グループリーグではスロベニア、パラグアイ、南アフリカ共和国に3連勝して決勝トーナメント進出を決め、決勝トーナメント1回戦ではアイルランドに延長戦の末に勝利したが、準々決勝で韓国に敗北を喫した。大会終了後に辞任を発表し、後任にはイニャキ・サエス監督が就任した。

### SLベンフィカ
再びクラブ監督に活躍の場を求め、2002年11月29日、解任されたジェズアウド・フェレイラ監督の後任としてポルトガル・プリメイラ・リーガのSLベンフィカ監督に就任した。2003-04シーズンにはジョゼ・モウリーニョ監督が率いるFCポルトを延長戦の末に破ってタッサ・デ・ポルトガル優勝を決め、リーグ戦では2位となった。現役選手時代は激しいタックルで知られたが、同時に人情味も持ち合わせており、ヴィトーリア・ギマランイス戦中に倒れたフェヘール・ミクローシュの死去を知ると泣き崩れた。

### レアル・マドリード
2004年夏には再びレアル・マドリードと2年契約を結び、カルロス・ケイロス監督の後任監督に就任した。しかし2004年9月、UEFAチャンピオンズリーグのグループリーグ・バイエル・レバークーゼン戦 (0-3) とRCDエスパニョール戦 (0-1) に立て続けに敗れると、就任からわずか4ヶ月で辞任を発表し、アシスタントコーチのマリアノ・ガルシア・レモンに監督の座を譲って世間を驚かせた。

### SLベンフィカ復帰
SLベンフィカは2007-08シーズン開幕戦のレイションイスSC戦 (1-1) に引き分けた後に双方合意の上でフェルナンド・サントス監督との契約を解除し、3年ぶりにカマーチョを後任監督に迎え入れた。しかし2シーズン連続で無冠に終わっていたチームを活性化させることはできず、2008年3月9日に行われたリーグ最下位のウニオン・レイリア戦後、もはやチームを発奮させることができないと主張し、自らチームを離れることを発表した。

### CAオサスナ
UEFA EURO 2008期間中はスペインのテレビ局であるクアトロで解説者を務め、2008年10月13日、ホセ・アンヘル・シガンダ監督の後任としてCAオサスナ監督に就任した。2008-09シーズンは15位、2009-10シーズンは13位でプリメーラ・ディビシオン残留を果たし、2010 FIFAワールドカップ期間中もクアトロで解説者の仕事を行った。2010-11シーズンはナチョ・モンレアルの怪我やフアンフランのシーズン途中の移籍などで戦力が低下し、2011年1月末までのアウェー戦は0勝2分9敗と苦しんだ。2月14日、レアル・ソシエダに0-1で敗れて降格圏内に順位を落としたために解任された。

### 中国代表
2011年8月14日、中国代表監督に就任した。年俸は800万ドルと報じられている。しかし中国代表は2014年ブラジルW杯アジア3次予選で敗れ、最終予選を前に本大会出場の可能性が潰えた。高額年俸ながら、若手を育成せず、ベテランや広州恒大の選手に固執。ブラジル代表に0-8で敗れたり、ホームで主力不在のタイに1-5で敗れたのが決定打となり、2013年6月24日、正式に中国サッカー協会から解任された。

## その他
現役時代対戦して最も手を焼いた相手は、クラシコではいつもマークすることとなったヨハン・クライフとしている。

## 代表歴

### 出場大会
- スペイン代表
  - 1982 FIFAワールドカップ
  - 1986 FIFAワールドカップ

### 試合数
- 国際Aマッチ 81試合 0得点（1975年-1988年）[12]

| スペイン代表 | 国際Aマッチ | 国際Aマッチ |
| 年           | 出場        | 得点        |
| ------------ | ----------- | ----------- |
| 1975         | 3           | 0           |
| 1976         | 3           | 0           |
| 1977         | 6           | 0           |
| 1978         | 0           | 0           |
| 1979         | 1           | 0           |
| 1980         | 0           | 0           |
| 1981         | 13          | 0           |
| 1982         | 10          | 0           |
| 1983         | 7           | 0           |
| 1984         | 12          | 0           |
| 1985         | 7           | 0           |
| 1986         | 11          | 0           |
| 1987         | 4           | 0           |
| 1988         | 4           | 0           |
| 通算         | 81          | 0           |

## タイトル

### 選手

#### クラブ
レアル・マドリード
- UEFAカップ (2) : 1984-85, 1985-86
- リーガ・エスパニョーラ (9) : 1974-75, 1975-76, 1977-78, 1978-79, 1979-80, 1985-86, 1986-87, 1987-88, 1988-89
- コパ・デル・レイ (5) : 1973-74, 1974-75, 1979-80, 1981-82, 1988-89
- コパ・デ・ラ・リーガ (1) : 1984–85
- スーペルコパ・デ・エスパーニャ (2) : 1988, 1989

### 指導者
SLベンフィカ
- タッサ・デ・ポルトガル (1) : 2003–04